# Oblężenie Wolmaru
Oblężenie Wolmaru miało miejsce od 18 października do 18 grudnia 1601 podczas wojny polsko-szwedzkiej 1600–1611.
Hetman wielki koronny Jan Zamoyski przybył do Inflant prowadząc silną armię liczącą 15 tys. żołnierzy i 50 dział (w tym tak przydatnych podczas oblężeń ciężkich kolubryn). Wbrew radom Jerzego Farensbacha nie zamierzał błyskawicznie przerzucać armii na północ (pomijając zamki zajęte przez Szwedów) by zniszczyć główną armię szwedzką, lecz postanowił przeprowadzić systematyczną kampanię i zdobywać twierdze inflanckie i estońskie jedną po drugiej. Pierwszą zdobyczą miał być Wolmar, obsadzony przez tysiąc piechoty. Obroną dowodzili Carl Carlsson Gyllenhielm i Jacob Pontusson De la Gardie. Miasto otoczone było murem o grubości większej od metra i głęboką fosą. Dodatkowym utrudnieniem dla wojsk oblegających był płynący pod zamkiem strumień oraz staw. Ponadto na wysokiej górze wznosił się średniowieczny zamek.
Straż przednia armii koronnej dowodzona przez Stanisława Żółkiewskiego przybyła pod twierdzę 18 października. Reszta armii z Janem Zamoyskim i królem Zygmuntem III Wazą dotarła kilka dni później. Solidne prace oblężnicze zaczęły się jednak dopiero po odjeździe króla do Wilna (5 grudnia). Dlatego dopiero 8 grudnia artyleria polska rozpoczęła regularny ostrzał murów twierdzy. Gdy Zamoyski ocenił, że bombardowanie dokonało odpowiednich wyłomów w murze, 18 grudnia podjął decyzję o szturmie, przy czym dla przykładu osobiście poprowadził żołnierzy do ataku. Gdy żołnierze polscy wdarli się do miasta, Szwedzi wycofali się na zamek i poprosili o warunki kapitulacji. Zamoyski pozwolił szeregowym żołnierzom na swobodny wymarsz z miasta, a jedynym warunkiem było złożenie przysięgi, że nie będą więcej walczyć z Polską. Następnego dnia, 19 grudnia, pozostali przy życiu (519 ludzi) żołnierze szwedzcy opuścili Wolmar. Gyllenjelm, de la Gardie i inni oficerowie dostali się do polskiej niewoli.